# Don't Bomb When You Are the Bomb
«Don't Bomb When You Are the Bomb» —en español: «No bombardes cuando tú eres la bomba»— es un sencillo de 2002 lanzado por Blur como vinilo de 7". Esta pista está inspirada en el conflicto de Irak, de ahí el texto árabe en las etiquetas rojas, hecho justo después de que Graham Coxon dejara la banda por problemas con el alcoholismo.
Solo se imprimieron 1000 copias y la mayoría fueron destruidas durante una protesta contra la guerra iraquí. Desde su lanzamiento, el álbum se ha convertido en uno de los sencillos promocionales más raros de la banda, junto con «The Wassailing Song», «Death of a Party» y «Bugman».

## Trasfondo
La pieza, en gran parte electrónica, se grabó durante los inicios de las sesiones de Think Tank. La pista se inspiró en el conflicto de Irak, de ahí el texto árabe en las etiquetas rojas. Según Damon Albarn, cuando una caja de estos vinilos pasaba por la aduana, una de las cajas estaba etiquetada como «bomba». Esto llevó a que las cajas fueran entregadas a la policía y destruidas en una explosión controlada. Posteriormente la pista se incluyó en la caja recopilatoria Blur 21 de la banda en 2012.

## Personal
- Damon Albarn: vocales, sintetizadores
- Graham Coxon: guitarra
- Alex James: bajo
- Dave Rowntree: batería